# Doryxenoides
Doryxenoides là một chi bọ cánh cứng trong họ Chrysomelidae.
Chi này được miêu tả khoa học năm 1927 bởi Laboissiere.

## Các loài
Các loài trong chi này gồm:
- Doryxenoides hainana (Gressitt & Kimoto, 1963)
- Doryxenoides tibialis (Laboissiere, 1927)